# Sepunggur
Sepunggur is een bestuurslaag in het regentschap Bungo van de provincie Jambi, Indonesië. Sepunggur telt 3941 inwoners (volkstelling 2010).